# Paradeclus
Paradeclus is een geslacht van rechtvleugeligen uit de familie sabelsprinkhanen (Tettigoniidae). De wetenschappelijke naam van dit geslacht is voor het eerst geldig gepubliceerd in 1954 door Beier.

## Soorten
Het geslacht Paradeclus  is monotypisch en omvat slechts de volgende soort:
- Paradeclus brasiliensis (Beier, 1954)